# Leopold Cieleski
Leopold Przebysław Cieleski herbu Doliwa (ur. 14 listopada 1838 w Warszawie) – polski podporucznik, powstaniec styczniowy.

## Życiorys
Urodził się jako syn Hipolita Cieleskiego z Cieleszyna herbu Doliwa (1792-1841) i Józefy z domu Królikowskiej herbu Poraj (1809-1957). W 1858 ukończył kurs II wydziału mechanicznego Gimnazjum Realnego w Warszawie
Podjął studia w Szkole Sztuk Pięknych w Warszawie. Zaangażował się w działalność konspiracyjną, w ramach której wziął udział w manifestacji upamiętniającej bitwę o Olszynkę Grochowską 27 lutego 1861 i wówczas został aresztowany przez władze rosyjskie i osadzony w X Pawilonie Cytadeli Warszawskiej. Po zwolnieniu wziął udział w powstaniu styczniowym 1863, mianowany do stopnia podporucznika.
2 maja 1924 został odznaczony Krzyżem Kawalerskim Orderu Odrodzenia Polski „za zasługi, położone w walce o niepodległość Polski w powstaniu 1863 r.”.